# لیم جین سوک
لیم جین سوک (انگلیسی: Lim Jin-suk؛ زادهٔ ۱۶ مهٔ ۱۹۶۸) بازیکن هندبال اهل کره جنوبی است.
از باشگاه‌هایی که در آن بازی کرده‌است می‌توان به اشاره کرد.